# 12.º distrito electoral de Chile
El decimosegundo distrito electoral de Chile es un distrito electoral ubicado en la Región Metropolitana de Santiago que elige siete diputados para la Cámara de Diputados de Chile. Fue creado en 2018 a partir de los antiguos vigesimosexto y vigesimonoveno distritos. Según el censo de 2017, posee 1 157 067 habitantes.

## Composición
El distrito coincide con la provincia de Cordillera y dos comunas de la provincia de Santiago:
| Provincia  | Código | Comuna | Comuna            | Población (2017) |
| ---------- | ------ | ------ | ----------------- | ---------------- |
| Santiago   | 15128  |        | La Florida        | 366 916          |
| Santiago   | 16154  |        | La Pintana        | 177 335          |
| Cordillera | 16301  |        | Puente Alto       | 568 106          |
| Cordillera | 16302  |        | Pirque            | 26 521           |
| Cordillera | 16303  |        | San José de Maipo | 18 189           |

## Representación
| 3 | 2 | 2 |

| 2 | 2 | 3 |

### Diputados
| Pactos y partidos políticos                                                                       |
| ------------------------------------------------------------------------------------------------- |
| Chile Vamos La Fuerza de la Mayoría Frente Amplio Chile Podemos + Apruebo Dignidad Dignidad Ahora |

| Periodo | Diputado | Diputado                | Diputado | Diputado | Diputado                    | Diputado           | Diputado | Diputado              | Diputado                | Diputado | Diputado               | Diputado | Diputado | Diputado                 | Diputado | Diputado | Diputado                        | Diputado | Diputado | Diputado            | Diputado | Mandato                                 |
| ------- | -------- | ----------------------- | -------- | -------- | --------------------------- | ------------------ | -------- | --------------------- | ----------------------- | -------- | ---------------------- | -------- | -------- | ------------------------ | -------- | -------- | ------------------------------- | -------- | -------- | ------------------- | -------- | --------------------------------------- |
| LV      |          | Álvaro Carter Fernández |          |          | Ximena Ossandón Irarrázabal |                    |          | Leopoldo Pérez Lahsen |                         |          | Camila Vallejo Dowling |          |          | Amaro Labra Sepúlveda    |          |          | Miguel Crispi Serrano           |          |          | Pamela Jiles Moreno |          | 11 de marzo de 2018-11 de marzo de 2022 |
| LVI     |          | Álvaro Carter Fernández |          |          | Ximena Ossandón Irarrázabal | Mónica Arce Castro |          |                       | Daniela Serrano Salazar |          | Hernán Palma Pérez     |          |          | Ana María Gazmuri Vieira |          |          | 11 de marzo de 2022-En el cargo |          |          | Pamela Jiles Moreno |          |                                         |